# Friedrich Wilhelm Roestell
Friedrich Wilhelm Roestell (auch Friedrich Roestell und Friedrich Wilhelm Röstell; * 9. Oktober 1799 in Berlin; † 12. Februar 1886 in Marburg) war ein deutscher Rechtswissenschaftler und Hochschullehrer.

## Leben
Roestell wurde am 16. April 1823 an der Universität Göttingen zum Doktor der Rechte promoviert. Er wechselte an die Universität Königsberg, an der er mit der Schrift De bonis ecclesiasticis ante Constantinum Magnum habilitiert wurde. 1828 war er bei der preußischen Gesandtschaft beim Heiligen Stuhl tätig. Zum 30. Juni 1832 erhielt er eine Stelle als außerordentlicher Professor der Rechte an der Universität Berlin. Während er in Berlin tätig war, wirkte er zugleich als publizistischer Rechtskonsulent im Ministerium der auswärtigen Angelegenheiten.
Roestell folgte im Juni 1847 einem Ruf als ordentlicher Professor der Rechte an die Universität Marburg. Seine Wirkungsgebiete waren unter anderem das Kirchenrecht, die Deutsche Rechtsgeschichte und Deutsches Privat- und Lehenrecht. In den Jahren 1856, 1864, 1869 und 1873 war er Dekan der Juristischen Fakultät, 1854, 1858 und 1861 Prorektor der Universität.
Roestell wurde am 12. April 1883 zum Geheimen Justizrat ernannt. Zugleich erhielt er die Ehrendoktorwürde (Dr. phil. h.c.) der Philosophischen Fakultät der Universität Marburg.

## Werke (Auswahl)
- De bonis ecclesiasticis ante Constantinum Magnum, Königsberg 1825.
- Statuta Eschenwegensia ex codice Gissensi nr. 980 edita, Marburg 1854.
- Grundriss zu Vorlesungen über deutsche Staats- und Rechtsgeschichte, ohne Jahr und Ort.